# テミストークレ・ソレーラ

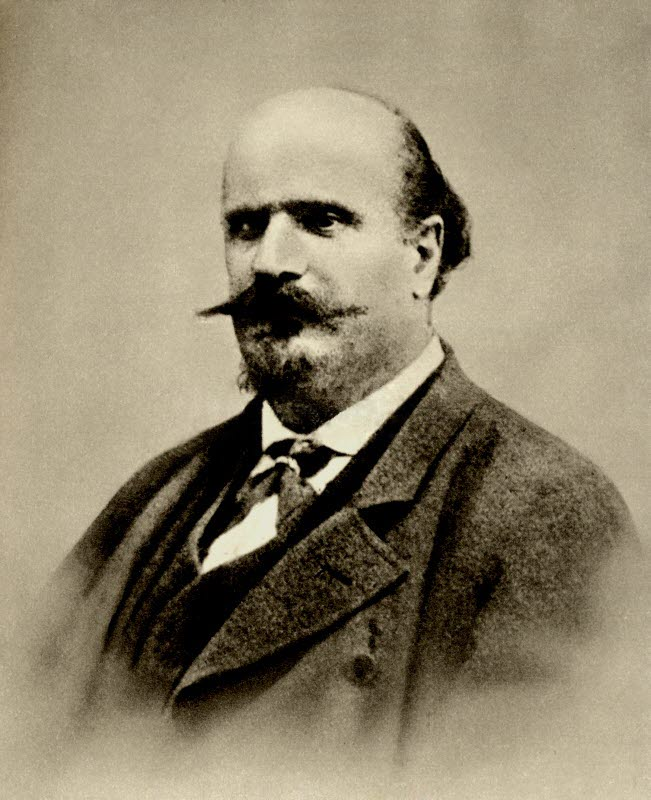
テミストークレ・ソレーラ

テミストークレ・ソレーラ（Temistocle Solera, 1815年12月25日 - 1878年4月21日）は、イタリアのオペラ台本作家ならびに作曲家である。ジュゼッペ・ヴェルディ最初期の数作品の台本を提供したことで知られ、その中でも『ナブッコ』はヴェルディの出世作となった。

## 生涯
ソレーラの生涯は（仮に伝説をすべて信じるとするなら）カサノヴァの冒険譚を読むように起伏に富んでいる。
彼は1815年フェラーラに生まれた。父親が政治犯として収監され、彼はウィーンにある寄宿学校に入校させられたがそこを脱走、旅回りのサーカス一座に加わったり、ハンガリーの警察当局に逮捕されるなどした後、1838年頃までにはミラノに落着く。
台本作家としてスカラ座の支配人バルトロメオ・メレッリに認められ、1839年には彼の依頼によりジュゼッペ・ヴェルディの処女作『オベルト』の台本を作成し、同作は1839年にスカラ座で初演された。その後は『ナブッコ』（初演1842年）、『十字軍のロンバルディア人』（同1843年）、『ジョヴァンナ・ダルコ』（同1845年）の台本をヴェルディに提供している。うち『ナブッコ』はその力強いドラマ展開、有名な合唱シーンなどによって成果を収め、ヴェルディの出世作となった。
また同じ頃オペラの作曲にも手を染め、彼自身の台本に基づく処女作曲作『イルデゴンダ』Ildegondaは『オベルト』初演の4か月後、1840年3月20日にやはりスカラ座で初演されている。『オベルト』はアントニオ・ピアッツァ作『ロチェスター』に僅かに手を加えたのみ、『ナブッコ』はフランス語版の戯曲およびそれに基づくバレエ音楽からの剽窃すれすれの借用、との説も有力だし、 自身の『イルデゴンダ』も詞・曲ともに完全なオリジナルでない可能性もあるとされるが、劇場効果をよく心得たソレーラのドラマはこの時代のヴェルディの、ともすれば粗野に響くほど豪快な音楽とうまくマッチしていたのは疑いのないところである。
ソレーラはヴェルディにとっての第9作となる『アッティラ』を作成していた1845年10月頃、それを中途で放棄したまま妻のオペラ歌手テレサ・ロスミーナと共にミラノからマドリッドに逃亡する。妻とスカラ座常連客との不和が原因とも、ソレーラ自身の借財を踏み倒す目的とも伝えられる。ヴェルディは『アッティラ』未完の第3幕をピアーヴェに完成させ、ソレーラに対してはこの不始末を終生許すことはなかったという。
ソレーラはその後、マドリッド歌劇場の支配人となり財を成し、スペイン宮廷に入り込み女王イサベル2世の愛人として宮廷政治に関与、ミラノに戻り宗教雑誌の編集者となり、ナポレオン3世、サルデーニャ王国の宰相カミッロ・カヴール、およびエジプト総督サイード・パシャ、イスマーイール・パシャの間の連絡の密使として活躍したという。その間も数本の自作オペラ、他作曲家への台本を著している。やがてエジプトでの警察機構の近代化に貢献した後、フィレンツェに戻っては骨董商として活動したが、最期はミラノで貧困のうちに没したという。